# 千旦駅
千旦駅（せんだえき）は、和歌山県和歌山市和佐関戸にある、西日本旅客鉄道（JR西日本）和歌山線の駅である。

## 歴史
- 1952年（昭和27年）10月1日：日本国有鉄道和歌山線の布施屋駅 - 田井ノ瀬駅間に新設開業[1]。
- 1987年（昭和62年）4月1日：国鉄分割民営化により、西日本旅客鉄道の駅となる[1]。
- 2020年（令和2年）3月14日：ICカード「ICOCA」が利用可能となる[2]。

## 駅構造
和歌山方面に向かって左側に配置された単式ホーム1面1線のみの地上駅（停留所）で、和歌山駅管理の無人駅である。棒線駅のため、和歌山行きと五条方面行きの双方が同一ホームを共用する。
駅舎と呼べる構造物はないが、簡易的な屋根がある。入口付近に自動券売機は設置されている。

## 利用状況
近年の1日平均乗車人員は以下の通り。
| 年度   | 1日平均 乗車人員 |
| ------ | ---------------- |
| 1998年 | 213              |
| 1999年 | 205              |
| 2000年 | 229              |
| 2001年 | 222              |
| 2002年 | 201              |
| 2003年 | 187              |
| 2004年 | 201              |
| 2005年 | 210              |
| 2006年 | 218              |
| 2007年 | 215              |
| 2008年 | 200              |
| 2009年 | 180              |
| 2010年 | 184              |
| 2011年 | 200              |
| 2012年 | 202              |
| 2013年 | 203              |
| 2014年 | 203              |
| 2015年 | 208              |
| 2016年 | 201              |
| 2017年 | 194              |
| 2018年 | 201              |
| 2019年 | 187              |
| 2020年 | 148              |
| 2021年 | 153              |
| 2022年 | 155              |

駅自転車置き場には数十台の自転車があり午前中の通勤客（和歌山市街へ）は多いが、昼間は2-3人にとどまる。

## 駅周辺
駅周辺はのどかな田園地帯。
- 和佐児童遊園（徒歩5分、「松下幸之助生誕の地」の石碑がある）

## 隣の駅
西日本旅客鉄道（JR西日本）
 和歌山線
■快速
通過
■普通
布施屋駅 - 千旦駅 - 田井ノ瀬駅